# Сидельников Микола Миколайович
Сидельников Микола Миколайович (1930—1992) — радянський російський композитор. Заслужений діяч мистецтв РРФСР (1980). Лауреат Державної премії РРФСР імені М. І. Глінки (1984). Народний артист Росії (1992).

## Життєпис
Народився 5 червня 1930 р. у м. Калініні. Помер 20 червня 1992 р. Закінчив Московську консерваторію (1957). З 1961 року вів у Московській консерваторії свій клас композиції, серед учнів — Едуард Артемьєв, Володимир Тарнопольський, Володимир Мартинов та інші.
У творчому доробку Сидельникова:
- опери «Аленький цветочек», «Чертогон», «Бег»,
- балет «Степан Разин»
- 6 симфоній та концерт «русские сказки» для 12 інструментів
- Музика до мультфільмів («Виконання бажань» (1957), «Таємниця далекого острова» (1958) та ін.) і кінофільмів («Шинель» (1959), «Мені двадцять років» (1964), «Три товстуни» (1966), «Крадіжка» (1970), «Ви мені писали...», «Ніс» (1977), «Сцени з сімейного життя» (1979), «Поїздка в Вісбаден» (1989) тощо), зокрема, знятих на кіностудіях УРСР: «Секретар парткому» (1970, 2с), «Варчина земля» (1970, 4 а), «Я, син трудового народу» (1983, 2 а).